# Стоян Мишев
Стоян Мишев с псевдоним Анани е български революционер, щипски околийски войвода на Вътрешната македоно-одринска революционна организация, убит по-късно като сръбски ренегат.

## Биография
Стоян Мишев е роден на 22 март 1882 година в Щип, тогава в Османската империя. Получава средно образование и учителства. Съученик и близък приятел е на Тодор Александров. Присъединява се към ВМОРО през 1900 година и е избран за член на революционния комитет в града. От 1904 година е нелегален четник, първо при Мише Развигоров, а в 1905 – 1908 година е щипски войвода с трима четници. Делегат е на Кюстендилския конгрес на ВМОРО. Арестуван е в есента на 1910 година и е заточен в Денизли. Получава амнистия през 1912 година и се установява в България.
| Чета на Стоян Мишев, 1907 година | Чета на Стоян Мишев, 1907 година | Чета на Стоян Мишев, 1907 година | Чета на Стоян Мишев, 1907 година | Чета на Стоян Мишев, 1907 година |
| Номер                            | Име                              | Селище                           | Околия                           | Забележка                        |
| -------------------------------- | -------------------------------- | -------------------------------- | -------------------------------- | -------------------------------- |
| 1.                               | Стоян Мишев                      |                                  |                                  |                                  |
| 2.                               | Сане Йосифов                     | Ново село                        | Щипска                           |                                  |
| 3.                               | Милан Туджаров                   | Щип                              |                                  |                                  |
| 4.                               | Владо Ванев                      | Щип                              |                                  |                                  |
| 5.                               | Доне Коцев                       | Д. Балван                        | Щипска                           |                                  |
| 6.                               | Герасим Янев                     | Д. Балван                        | Щипска                           |                                  |
| 7.                               | Мите Георгиев                    | Карбинци                         | Щипска                           |                                  |
| 8.                               | Лазар Тодоров                    | Щип                              |                                  |                                  |
| 9.                               | Иван Янев Бърльо                 | Балван                           | Щипска                           | [ 5 ]                            |

| Чета на Стоян Мишев, 23 май 1908 година | Чета на Стоян Мишев, 23 май 1908 година | Чета на Стоян Мишев, 23 май 1908 година | Чета на Стоян Мишев, 23 май 1908 година | Чета на Стоян Мишев, 23 май 1908 година |
| Номер                                   | Име                                     | Селище                                  | Околия                                  | Забележка                               |
| --------------------------------------- | --------------------------------------- | --------------------------------------- | --------------------------------------- | --------------------------------------- |
| 1.                                      | Ст. Мишев                               | Щип                                     |                                         |                                         |
| 2.                                      | Т. Александров                          | Щип                                     |                                         |                                         |
| 3.                                      | Любомир Здравев                         | Щип                                     |                                         |                                         |
| 4.                                      | Георги Гърчев                           | Кратово                                 |                                         |                                         |
| 5.                                      | Гьоро                                   | Люботен                                 | Щипска                                  |                                         |
| 6.                                      | Иван Бърльо                             | Балван                                  | Щипска                                  | [ 6 ]                                   |

През Балканската война Стоян Мишев е войвода на чета №31 на Македоно-одринското опълчение и действа в родния си край заедно с чета №32 на Георги Гочев. По-късно служи в Продоволствения транспорт на Опълчението.
| Чети № 31 и № 32 на МОО с командири Стоян Мишев и Георги Гочев | Чети № 31 и № 32 на МОО с командири Стоян Мишев и Георги Гочев | Чети № 31 и № 32 на МОО с командири Стоян Мишев и Георги Гочев | Чети № 31 и № 32 на МОО с командири Стоян Мишев и Георги Гочев | Чети № 31 и № 32 на МОО с командири Стоян Мишев и Георги Гочев | Чети № 31 и № 32 на МОО с командири Стоян Мишев и Георги Гочев |
| Номер                                                          | Име                                                            | Години                                                         | Околия                                                         | Селище                                                         | Бележка                                                        |
| -------------------------------------------------------------- | -------------------------------------------------------------- | -------------------------------------------------------------- | -------------------------------------------------------------- | -------------------------------------------------------------- | -------------------------------------------------------------- |
|                                                                | Ване Джамов                                                    | 37-38                                                          | Щипска                                                         | Софилари                                                       |                                                                |
|                                                                | Славко (Славчо) Ангелов                                        | 22                                                             | Щипско                                                         | Криви дол                                                      | убит на 22 юни 1913 година                                     |

През Първата световна война старши подофицер Стоян Мишев е сред наградените от германския кайзер Вилхелм II с орден „За военни заслуги“ на военна лента по време на посещението му в Ниш на 5 януари 1916 г. Назначен от българските власти за околийски началник в Куманово.
След войната се връща в България и подпомага Тодор Александров във възстановяването на организацията. В 1921 година е избран за член на ръководството на Илинденската организация и редактира вестник „Илинден“.
Стоян Мишев се жени за дъщерята на индустриалец от Горна Оряховица. От този брак се раждат няколко деца, между които и Нада.
Заради финансови злоупотреби той е принуден да напусне ВМРО през 1922 година и постъпва в МФО. Сближава се с управляващия БЗНС на Стамболийски. Участва на страната на федералистите в така наречената Неврокопска акция на ВМРО, но след погрома им Мишев успява да избяга в Гърция.
След Деветоюнския преврат и последвалите събития през 1923 година емигрира в Кралството на сърби, хървати и словенци. Става активист на паравоенното националистическо Сдружение против българските бандити. Убит е на 30 декември по нареждане на Иван Михайлов от Кирил Глигоров пред прага на къщата му в Щип.
Дъщерята на Стоян Мишев Нада Глигорова e съпруга на първия северномакедонски президент Киро Глигоров. Синът на Стоян Мишев Кръсто и дъщеря му Мария, която е била частна учителка на децата на Лазар Колишевски, възстановяват гроба на баща си. Според Лазар Поповски обаче, това не е истинският гроб на Стоян Мишев.